# Agim Çeku
Agim Čeku (Ćuška  kod Peći, 29. listopada 1966.) bio je premijer Kosova od 2006. do 2008., također bivši zapovjednik Kosovskog zaštitnog korpusa i Oslobodilačke vojske Kosova (OVK).

## Životopis
Karijeru je započeo u JNA. Nakon dvije godine na Vojnoj akademiji u Beogradu i dvije godine u vojnoj školi postao je nastavnik u Školi rezervnih oficira u Zadru.
JNA je napustio 1990. godine, a godinu dana kasnije se kao dobrovoljac priključio Zboru narodne garde (ZNG), koji će kasnije prerasti u Hrvatsku vojsku (HV). Početkom 1990-ih sudjelovao je u obrani Hrvatske od velikosrpske agresije, a 1993. je ranjen u oslobodilačkoj akciji Medački džep. U HV-u je napredovao do čina brigadira.
Početkom izbijanja oružanih sukoba na Kosovu, napušta Hrvatsku i priključuje se redovima OVK. U svibnju 1999. postaje zapovjednik OVK, a nakon dolaska snaga NATO-a na Kosovo postaje zapovjednikom Kosovskog zaštitnog korpusa. Srpske vlasti su Čekua optužile za niz navodnih teških zločina počinjenih za vrijeme sukoba na Kosovu, te za njim raspisale međunarodnu tjeralicu. Na temelju tjeralice je dva puta bio uhićen - prvi put u Ljubljani, drugi put u Budimpešti. 1. ožujka 2006. od strane kosovskog predsjednika Fatmira Sejdiua imenovan je za kosovskog premijera.
Tijekom Rata na Kosovu 1999., srpska paravojna postrojba Šakali, počinila je masakr u njegovom selu ubivši pri tom 44 stanovnika sela, među njima njegovog oca, Hasana Çekua, i još nekoliko članova obitelji.

## Priznanja
- 2017.: Svjedodžba o zaslugama "Milan Šufflay"